# Azerbaigian Orientale
L'Azerbaigian Orientale (in persiano آذربایجان شرقی‎, Āzārbāijān-e Sharqi; in azero Şərqi Azərbaycan) è una delle trentuno province dell'Iran.
Situata nella parte nord-occidentale del paese confina con l'Armenia e con l'Azerbaigian, e con le province iraniane di Ardabil, Azerbaigian Occidentale e Zanjan.
Il capoluogo è la città di Tabriz (1,2 milioni di abitanti).
A Qarajadag (Arasbaran), cioè la regione tra il fiume Aras e la catena montuosa Sabalan, vivono sei tribù musulmane sciite di lingua turca di origine curda: Chalabianlu, Muhammadkhanlu, Hajialilu, Hassenbeiglu, Husseinkhanlu e Qarachorlu.

## Geografia antropica

### Suddivisioni amministrative

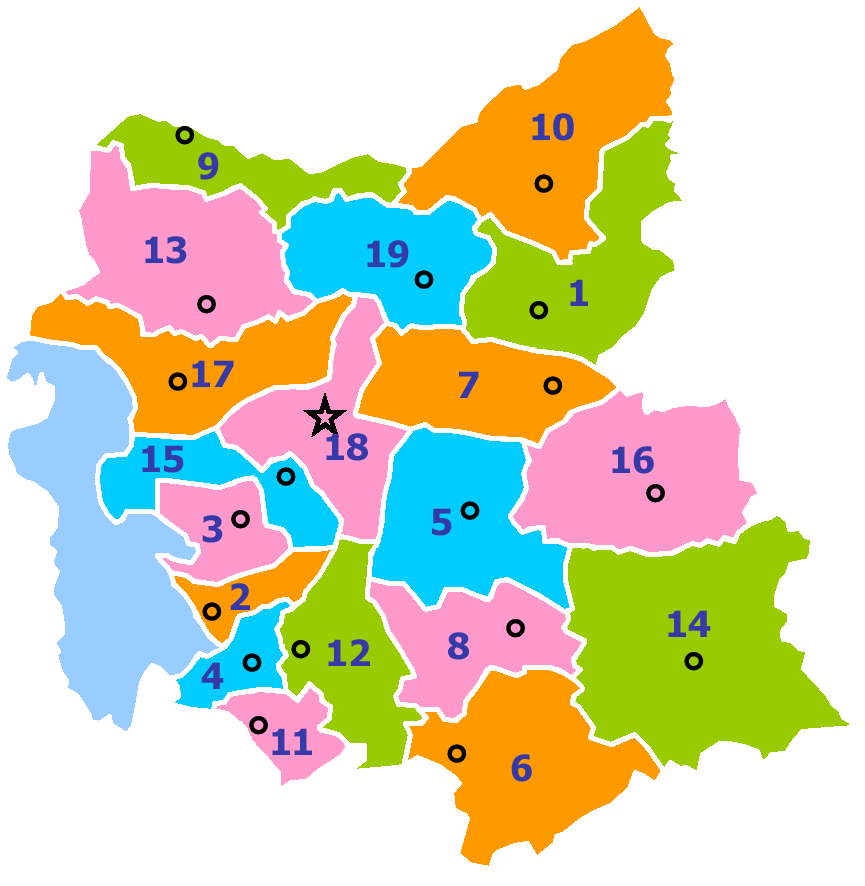
Gli shahrestān dell'Azerbaigian Orientale.

La provincia è suddivisa in 20 shahrestān:
- Shahrestān di Ahar
- Shahrestān di Ajabshir
- Shahrestān di Azar Shahr
- Shahrestān di Bonab
- Shahrestān di Bostanabad
- Shahrestān di Charoimaq
- Shahrestān di Heris
- Shahrestān di Hashtrud
- Shahrestān di Jolfa
- Shahrestān di Kaleibar
- Shahrestān di Khoda Afarin
- Shahrestān di Malekan
- Shahrestān di Maragheh
- Shahrestān di Marand
- Shahrestān di Mianeh
- Shahrestān di Osku
- Shahrestān di Sarab
- Shahrestān di Shabestar
- Shahrestān di Tabriz
- Shahrestān di Varzaqan